# Herman Glass
Herman Glass, (Los Angeles, 15 de outubro de 1880 - Los Angeles, 13 de janeiro de 1961) foi um ginasta 
que competiu em provas de ginástica artística pelos Estados Unidos. 
Glass ingressou no ginásio norte-americano Richmond YMCA para disputar os Jogos de St Louis pela equipe. Contudo, subiu ao pódio apenas individualmente. Na prova das argolas, única que disputou a final, saiu-se medalhista de ouro após superar os compatriotas William Merz e Emil Voigt, segundo e terceiro colocados.